# Усть-Донецкий район
Усть-Доне́цкий райо́н — административно-территориальная единица (район) и муниципальное образование (муниципальный район) в составе Ростовской области Российской Федерации.
Районный центр — посёлок городского типа Усть-Донецкий. Расстояние до города Ростова-на-Дону составляет 95 км.

## История
Образован Усть-Донецкий район на территории бывшего Раздорского района, созданного в 1935 году. Центр Раздорского района назывался станица Раздорская. В феврале 1963 года Раздорский район был упразднен, а его территория передана Константиновскому району. В ноябре 1965 года район образован вновь, но уже как Усть-Донецкий, с центром в рабочем поселке Усть-Донецкий.

## География
Усть-Донецкий район расположен в центре Ростовской области и граничит: на севере — с Белокалитвинским районом, на востоке — с Константиновским и Семикаракорским, на юге — с Багаевским и на западе — с Октябрьским районами.
Территория района на 10 % покрыта лесами. Лиственные леса занимают 40 % от общей площади лесов. Хвойные леса в основном выполняют функции почвозащитных, так как искусственно насажены на песках. В массивах лесов расположено много озер, на которых гнездятся перелетные птицы.
По территории района протекают следующие реки: Аксай, Дон, Керчик, Кундрючья, Северский Донец, Сусат, Сухой Донец.

## Население
| 2002    | 2009    | 2010    | 2011    | 2012    | 2013    | 2014    | 2015    | 2016    |
| ------- | ------- | ------- | ------- | ------- | ------- | ------- | ------- | ------- |
| 32 479  | ↘31 047 | ↗33 647 | ↘33 508 | ↘33 200 | ↘32 859 | ↘32 475 | ↘32 216 | ↘31 971 |
| 2017    | 2018    | 2019    | 2020    | 2021    | 2022    |         |         |         |
| ↘31 875 | ↘31 805 | ↘31 538 | ↘31 360 | ↗31 550 | ↘30 617 |         |         |         |

Национальный состав
По итогам переписи населения 2020 года проживали следующие национальности (национальности менее 0,1 % и другое см. в сноске к строке «Другие»):
| Национальность | Численность, чел. | Доля     |
| -------------- | ----------------- | -------- |
| Русские        | 29 772            | 96,35 %  |
| Армяне         | 321               | 1,04 %   |
| Украинцы       | 177               | 0,57 %   |
| Белорусы       | 32                | 0,10 %   |
| Другие         | 599               | 1,94 %   |
| Итого          | 30 901            | 100,00 % |

## Административно-муниципальное устройство
В Усть-Донецком районе 29 населённых пунктов в составе одного городского и семи сельских поселений:
| № | Городское и сельские поселения         | Административный центр        | Количество населённых пунктов | Население | Площадь, км² |
| - | -------------------------------------- | ----------------------------- | ----------------------------- | --------- | ------------ |
| 1 | Апаринское сельское поселение          | хутор Апаринский              | 2                             | ↘3247     | 78,97        |
| 2 | Верхнекундрюченское сельское поселение | станица Верхнекундрюченская   | 6                             | ↘2945     | 206,98       |
| 3 | Крымское сельское поселение            | хутор Крымский                | 5                             | ↘1965     | 166,92       |
| 4 | Мелиховское сельское поселение         | станица Мелиховская           | 5                             | ↘4335     | 184,56       |
| 5 | Нижнекундрюченское сельское поселение  | станица Нижнекундрюченская    | 7                             | ↘3628     | 346,74       |
| 6 | Пухляковское сельское поселение        | хутор Пухляковский            | 1                             | ↘1726     | 29,77        |
| 7 | Раздорское сельское поселение          | станица Раздорская            | 2                             | ↘1899     | 132,00       |
| 8 | Усть-Донецкое городское поселение      | рабочий посёлок Усть-Донецкий | 1                             | ↗10 872   | 7,24         |

| №  | Населённый пункт    | Тип                                     | Население | Муниципальное образование              |
| -- | ------------------- | --------------------------------------- | --------- | -------------------------------------- |
| 1  | Апаринский          | хутор                                   | ↗3245     | Апаринское сельское поселение          |
| 2  | Бородино            | хутор                                   | 118       | Нижнекундрюченское сельское поселение  |
| 3  | Бронницкий          | хутор                                   | 573       | Апаринское сельское поселение          |
| 4  | Верхнекундрюченская | станица                                 | 1112      | Верхнекундрюченское сельское поселение |
| 5  | Виноградный         | хутор                                   | 308       | Крымское сельское поселение            |
| 6  | Донские Зори        | посёлок                                 | 102       | Мелиховское сельское поселение         |
| 7  | Дубрава             | хутор                                   | 60        | Крымское сельское поселение            |
| 8  | Евсеевский          | хутор                                   | 597       | Верхнекундрюченское сельское поселение |
| 9  | Ещеулов             | хутор                                   | 386       | Крымское сельское поселение            |
| 10 | Исаевский           | хутор                                   | 311       | Мелиховское сельское поселение         |
| 11 | Керчикский          | посёлок                                 | 796       | Мелиховское сельское поселение         |
| 12 | Коныгин             | хутор                                   | 398       | Раздорское сельское поселение          |
| 13 | Кривая Лука         | хутор                                   | 303       | Верхнекундрюченское сельское поселение |
| 14 | Крымский            | хутор                                   | 1164      | Крымское сельское поселение            |
| 15 | Листопадов          | хутор                                   | 170       | Нижнекундрюченское сельское поселение  |
| 16 | Мелиховская         | станица                                 | ↗3593     | Мелиховское сельское поселение         |
| 17 | Мостовой            | хутор                                   | 461       | Верхнекундрюченское сельское поселение |
| 18 | Нижнекундрюченская  | станица                                 | 1634      | Нижнекундрюченское сельское поселение  |
| 19 | Огиб                | посёлок                                 | 67        | Нижнекундрюченское сельское поселение  |
| 20 | Ольховский          | хутор                                   | 371       | Крымское сельское поселение            |
| 21 | Пухляковский        | хутор                                   | ↘1757     | Пухляковское сельское поселение        |
| 22 | Раздорская          | станица                                 | ↘1805     | Раздорское сельское поселение          |
| 23 | Сусатско-Донской    | посёлок                                 | 0         | Мелиховское сельское поселение         |
| 24 | Тереховский         | хутор                                   | 717       | Верхнекундрюченское сельское поселение |
| 25 | Топилин             | хутор                                   | 27        | Верхнекундрюченское сельское поселение |
| 26 | Усть-Быстрянская    | станица                                 | 1534      | Нижнекундрюченское сельское поселение  |
| 27 | Усть-Донецкий       | рабочий посёлок, административный центр | ↗10 872   | Усть-Донецкое городское поселение      |
| 28 | Черни               | хутор                                   | 327       | Нижнекундрюченское сельское поселение  |
| 29 | Чумаковский         | хутор                                   | 225       | Нижнекундрюченское сельское поселение  |

## Экономика

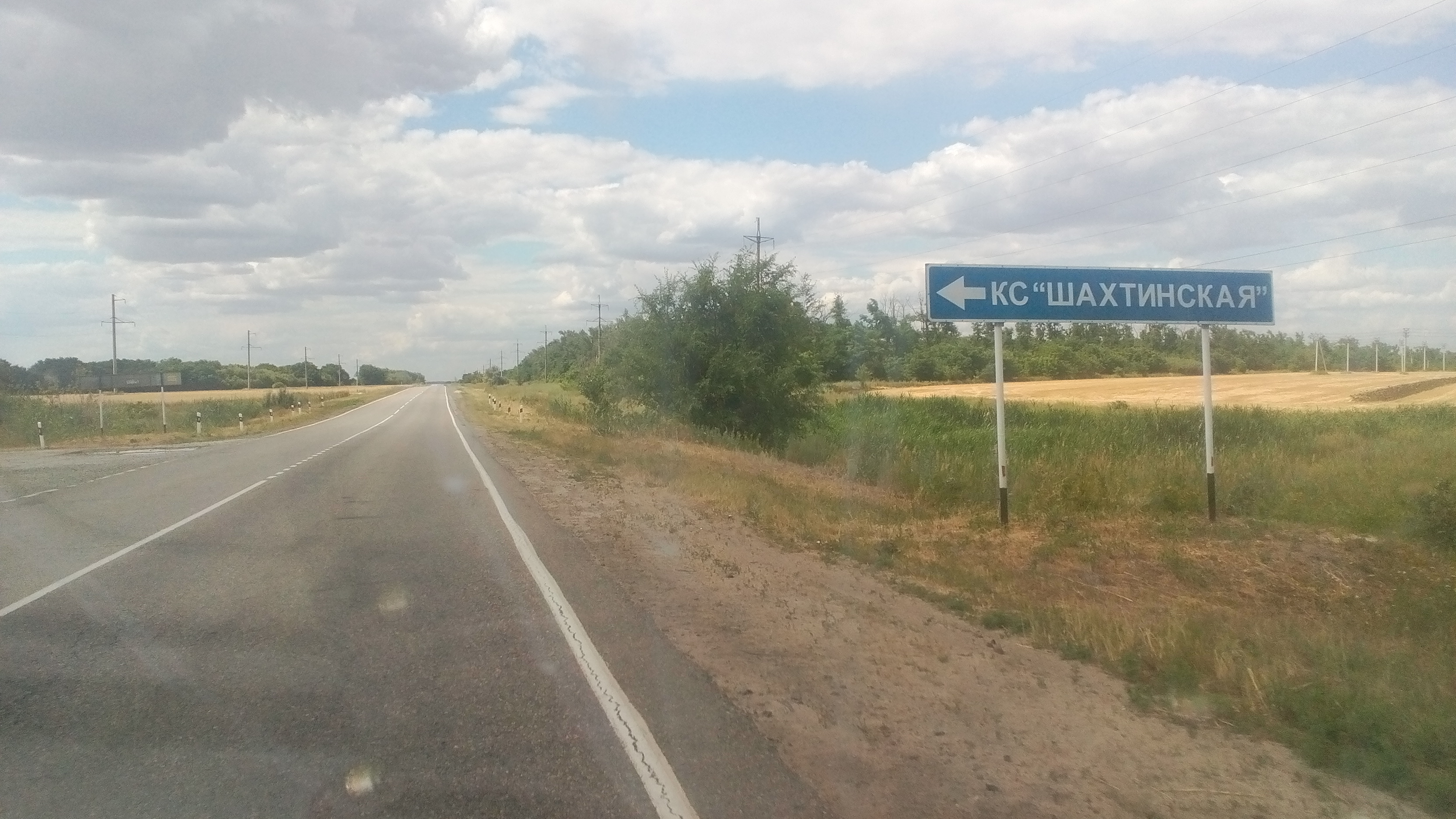
Указатель на КС «Шахтинская»

Экономика района имеет в основном сельскохозяйственную и промышленно-транспортную направленность. В настоящее время в районе 28 сельхозпредприятий, 78 фермерских хозяйств, 3 предприятия автотранспорта, 2 водного транспорта, 2 предприятия связи, 1 предприятие ООО «Глория Джинс».
Развиты автомобильный, железнодорожный и речной транспорт. По району проходит автомобильная трасса 60К-12.
Здесь имеется компрессорная станция «Шахтинская»,  построенная в рамках расширения Единой системы газоснабжения (ЕСГ) для подачи газа в газопровод «Турецкий поток».

## Русская православная церковь
- Церковь иконы Божией Матери «Одигитрия» (1854) в хуторе Крымский[22][23]. При храме с 1865 года работала приходская школа. В 2004 году храм был отреставрирован, установлен колокол, храм расписывается;
- Церковь Донской иконы Божией Матери в станице Раздорской.
- Церковь Иоанна Богослова в хуторе Мостовой
- Христорождественская  православная церковь в станице Нижне-Кундрюченская;

## Достопримечательности
Этно-археологический комплекс «Затерянный Мир», Пухляковская картинная галерея (1976) в хуторе Пухляковский.
В Усть-Донецком районе Ростовской области имеется целый ряд культурных объектов регионального значения. К ним относятся:
- Богородицкая православная церковь в хуторе Каныгин (около 1878 и 1879)[25];
- Архитектурный ансамбль Раздорской воинской школы виноградорства и виноделия[26], включающий в себя учебный корпус, казармы, конюшни, ледник, винный погреб. Расположен в хуторе Пухляковский;
- Здание торгового акционерного общества (станичный банк), дом торгового казака Устинова, казачий курень, жилой дом с торговой лавкой казарка Гуськова, здание зажиточного казака Терпугова, церковно – приходское училище, женское училище,  церковно-приходская школа, Донская Богородицкая церковь (1879)[27], дом станичного атамана Павлова, здание почтовой станции - в станице Раздорская;
- Памятник В. И. Ленину в поселке Усть-Донецкий;
- Памятник В. И. Ленину в станице Раздорская;
- Памятник В. И. Ленину в поселке Крымский;
- Петровская гавань в станице Раздорская на острове Поречный.
- Мемориал: памятник погибшим воинам и памятник Мише Никулину в п. Усть-Донецкий.
- Памятник погибшим воинам в Великой Отечественной войне 1941-1945 г. г. в п. Пухляковский.
- Городище Маркина Балка.

К культурным объектам федерального значения относится Этнографический музей – заповедник в станице Раздорской. Музей занимает территория в 3650 га. и включает в себя   казачьих поселения: станицу Раздорскуюя, хутор Пухляковский, хутор Каныгин и остров Поречный. На острове Поречный (662 га) с около 1509 годов была первая «столица» донских казаков.

### Этнографические комплексы в хуторе Пухляковский

Внутри этнографического комплекса «Пухляковская казачья усадьба»
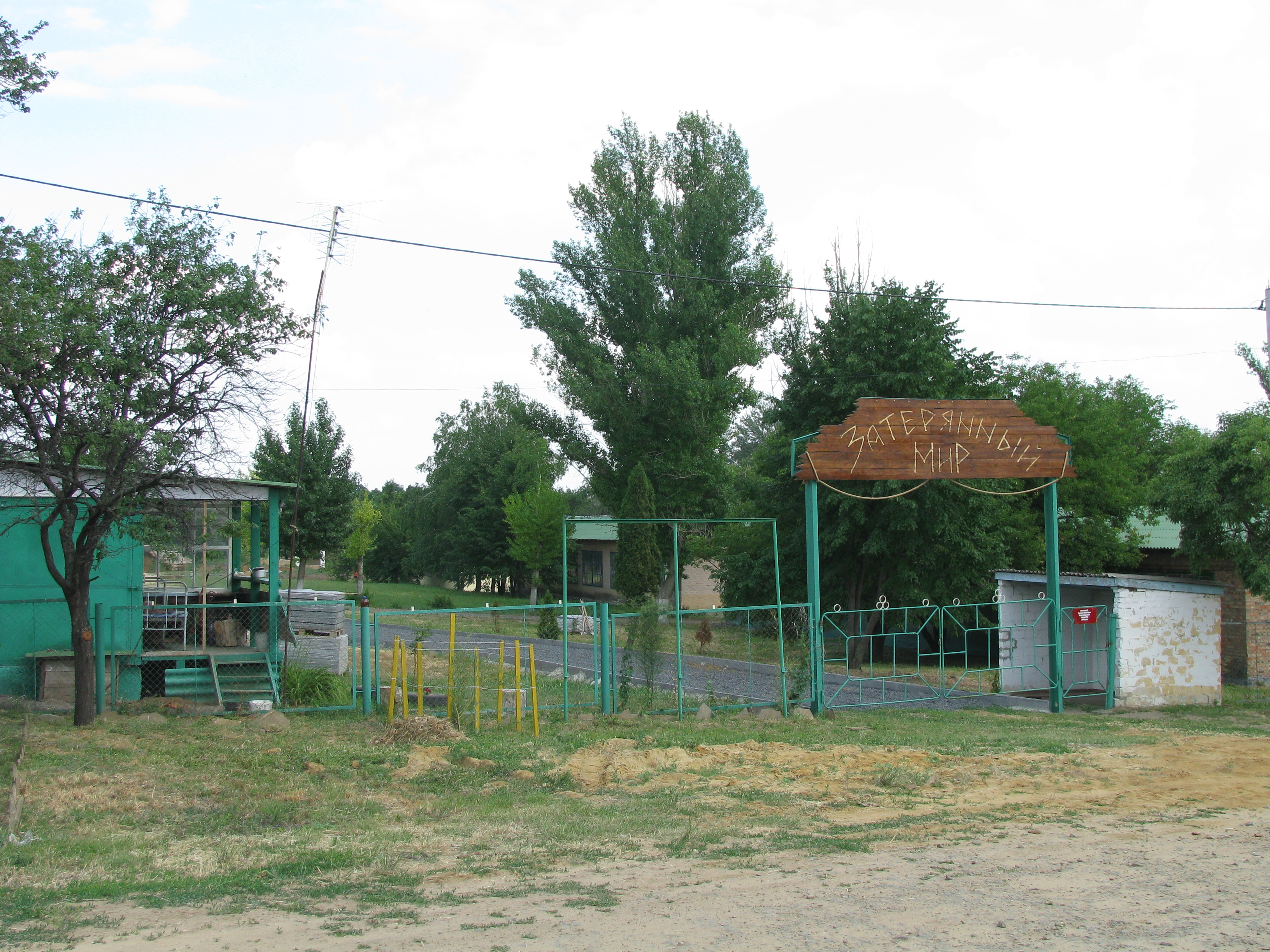
Этнографический комплекс-музей «Затерянный Мир»
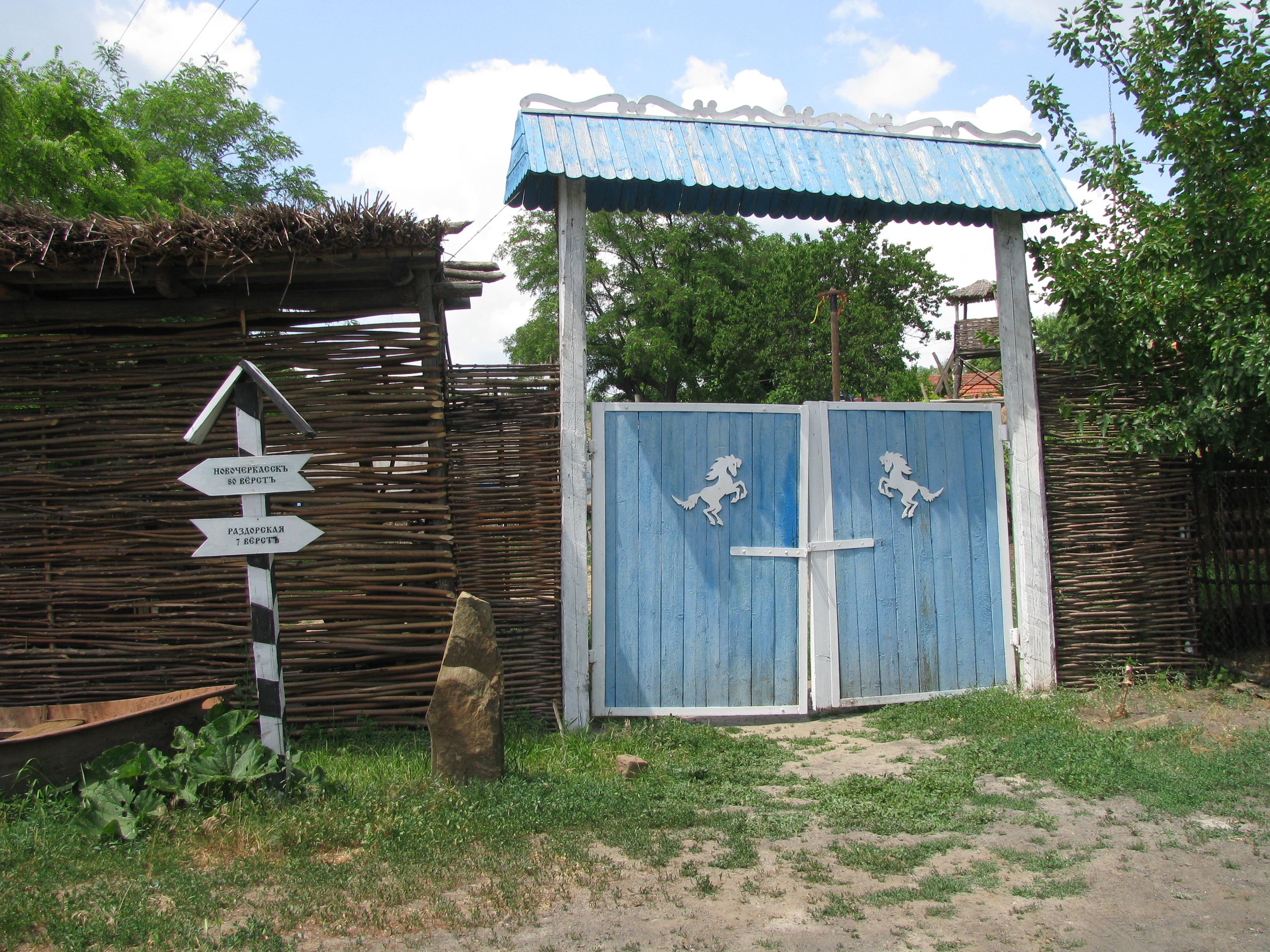
Этнографический комплекс «Пухляковская казачья усадьба»

Памятники природы:
- Балка Власова является крайним местом произрастания байрачных лесов в бассейне Нижнего Дона. Здесь находится  ключевая популяция хохлатки Маршала, растут растения, занесенные в Красную книгу Ростовской области: купена широколистная, тюльпан Биберштейна, хохлатка плотная, ветреница лютиковидная и др.
- Урочище «Огиб»  с пойменным лесом, в котором растут дубы, вязы, клен, тополя и ольха.
- Кундрюченские пески — междуречный песчаный массив и Псамофитный природный комплекс с болотами и лугами.
- Раздорские склоны на берегу реки Дон.

## Археология
- Возникновение неолитической стоянки Раздорская 2 датируется последней четвертью 8 тыс. — первой четвертью 7 тыс. до н. э. В Раздорской 2 выявлено около 53000 артефактов (свыше 40300 из кремня, 10700 из мягких пород камня, 1600 из кости, 100 из керамики, 20 из створок моллюсков). Керамика представлена скульптурными изображениями, геометрической пластикой и фрагментами обмазки, керамическая посуда отсутствовала[30].
- Около станицы Раздорская находится неолитическое поселение Ракушечный Яр[31], нижние слои которого датируются второй половиной VII тыс. до нашей эры[32].